# Rehsen
Rehsen este o comună în Saxonia-Anhalt, Germania